# Kungsbro (naturreservat)
Kungsbro är ett naturreservat i Linköpings kommun i Östergötlands län.
Området är naturskyddat sedan 1996 och är 100 hektar stort. Reservatet omfattar marker omkring Kungsbro vid Motala ströms  utlopp i Roxen. Reservatet består av strandängar och hagmarker med grova ekar.